# Piekiełko (powiat kartuski)
Piekiełko (dodatkowa nazwa w j. kaszub. Pieczełkò) – wieś w Polsce, położona w województwie pomorskim, w powiecie kartuskim, w gminie Sierakowice.
W latach 1975–1998 Piekiełko administracyjnie należało do województwa gdańskiego.
Przed 2023 r. miejscowość była częścią wsi Sierakowice.